# 畑村
畑村（はたむら）は、兵庫県多紀郡にあった村。現在の丹波篠山市中心部の北東一帯、篠山川の右岸、兵庫県道301号本郷東浜谷線の沿線にあたる。

## 地理
- 山岳：八百里山
- 河川：篠山川、畑川、黒里川

## 歴史
- 1889年（明治22年）4月1日 - 町村制の施行により、畑宮村・今谷村・火打岩村・奥畑村・丸山村・瀬利村・菅村・大淵村・和田村（飛地を除く）・般若寺村（飛地を除く）・大上村の区域をもって発足。
- 1955年（昭和30年）4月20日 - 篠山町・八上村・城北村・岡野村と合併し、改めて篠山町が発足。同日畑村廃止。

## 著名な出身者
- 畑時治 - 畑村長（町村制施行前の瀬利村生まれ）